# Сужикі-Великі
Сужикі-Великі (пол. Surzyki Wielkie) — село в Польщі, у гміні Малдити Острудського повіту Вармінсько-Мазурського воєводства.
Населення — 138 осіб (2011).
У 1975-1998 роках село належало до Ольштинського воєводства.

## Демографія
Демографічна структура станом на 31 березня 2011 року:
|          | Загалом | Допрацездатний вік | Працездатний вік | Постпрацездатний вік |
| -------- | ------- | ------------------ | ---------------- | -------------------- |
| Чоловіки | 69      | 20                 | 47               | 2                    |
| Жінки    | 69      | 20                 | 38               | 11                   |
| Разом    | 138     | 40                 | 85               | 13                   |